# Eurogramma obliquilineata
Eurogramma obliquilineata är en fjärilsart som beskrevs av John Henry Leech 1900. Eurogramma obliquilineata ingår i släktet Eurogramma och familjen nattflyn. Inga underarter finns listade i Catalogue of Life.